# 川島勝司 (新撰組)
川島 勝司（かわしま かつじ、生年不詳 - 慶応2年〈1866年〉）は、新選組隊士。諸士取調役兼監察方、伍長。
京都の川島村出身。新選組結成直後に副長助勤として入隊。棒術の達人で、池田屋事件で土方歳三の隊に加わり17両をもらっている。
禁門の変の際には探索に出かけ、報告書を作成している。
その後、伍長に就任したが、人間が怯懦という理由で役職を外され、除隊された。生活に困った川島は、大坂で新選組の名を偽り金策し、それがもとで富山弥兵衛らに丸坊主にされた後、斬殺されたと伝わる。死体は二条河原に晒されたという。